# Tjörnarps församling
Tjörnarps församling var en församling i  Lunds stift  i Höörs kommun i Skåne län. Församlingen uppgick 2006 i Höörs församling.

## Administrativ historik
Församlingen har medeltida ursprung. 
Församlingen var till 1973 annexförsamling i pastoratet (Norra) Mellby och Tjörnarp som från 1962 även omfattade Häglinge och Brönnestads församlingar. Från 1973 till 2006 var den annexförsamling i pastoratet Höör, Munkarp, Norra Rörum, Hallaröd och Tjörnarp. Församlingen uppgick 2006 i Höörs församling.

## Kyrkor
- Tjörnarps kyrka